# Eulschirben
Eulschirben ist ein Weiler auf der Gemarkung des Werbacher Ortsteils Gamburg im Main-Tauber-Kreis im Nordosten Baden-Württembergs. Am Wohnplatz befinden sich etwa ein Dutzend Häuser, darunter die sehenswerte historische Eulschirbenmühle.

## Geographie
Der Weiler Eulschirben liegt etwa drei Kilometer flussabwärts von Gamburg am linken Hangfuß des Tals der Tauber kurz vor einem Knick von Tal und Fluss nach links. Der Fluss durchzieht dort auf seinem Unterlauf den Unterraum Unteres Taubertal des Naturraums Sandstein-Spessart an dessen Ostrand zur Marktheidenfelder Platte.
Von einem Flusswehr geht auf wenig unter 160 m ü. NHN linksseits ein weniger als 200 Meter langer Mühlkanal ab, der früher nach wenigen Metern die Eulschirbenmühle speiste. Eine Stichstraße von der Talstraße L 306 am rechten Auenrand her erschließt den Ort über Fluss und Kanal hinweg. Kurz nach dem Mühlkanal mündet von der Gegenseite her ein an seinem Unterlauf durch eine Waldklinge Hahnenbergle-Graben genannter, wenig über vier Kilometer langer Bach in die dort noch nach Nordwesten abfließende Tauber. Am Weiler befindet sich ein wichtiges Tauberwehr.

## Geschichte

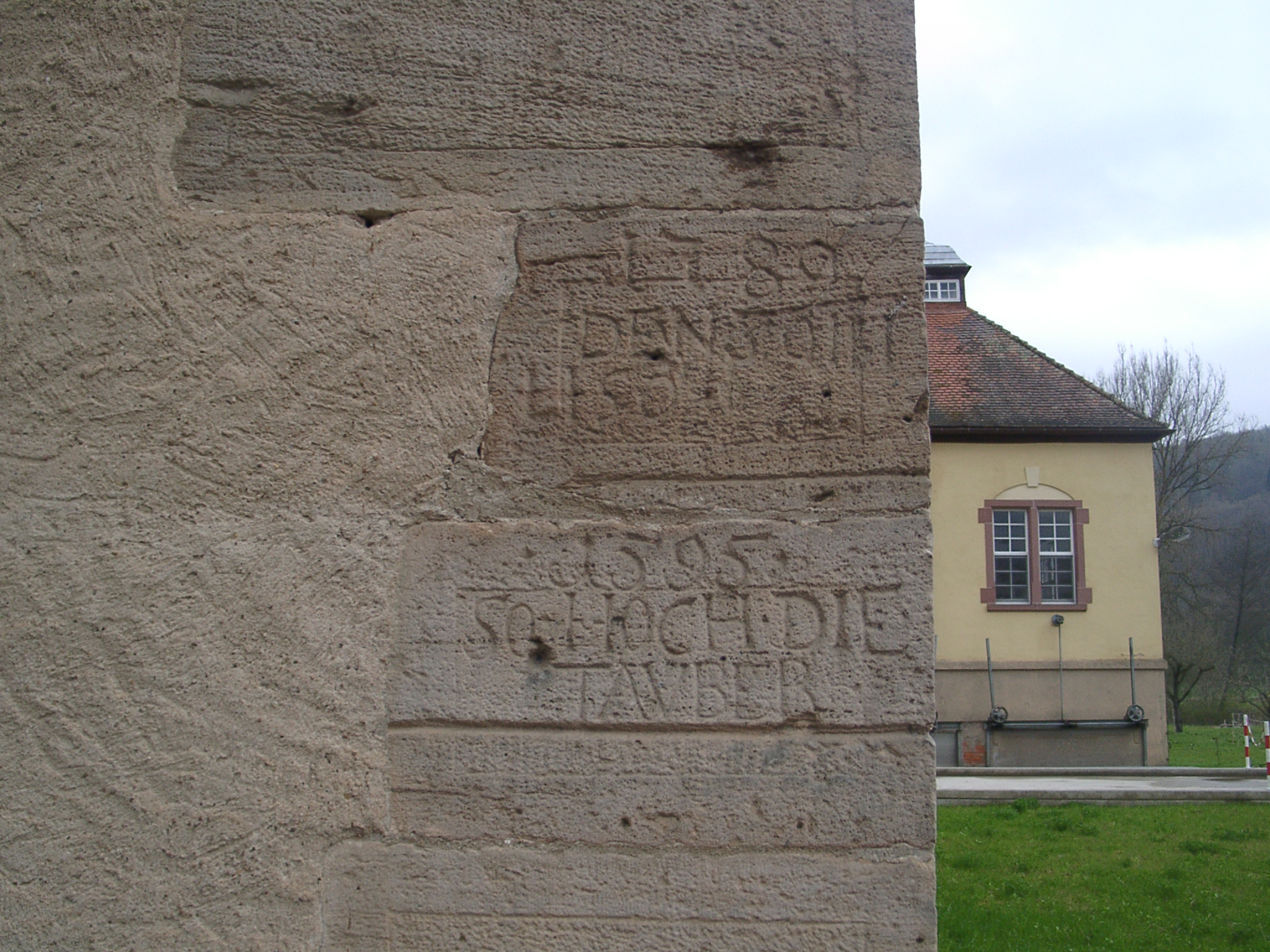
Hochwassermarke von 1595 am Mühlengebäude

Der Weiler, der in einigen Quellen auch als Eulschirbenhof bezeichnet wird, ist schon 1245 als molendinum Ulscirben bezeugt. Die Mühle kam 1320 vom Kloster Bronnbach in den Besitz der Rosenberg und war seit dem 16. Jahrhundert jeweils in der Hand der Besitzer der Burg Gamburg.
Errichtet wurde das schlossartige Hauptgebäude in reichen Renaissanceformen vermutlich in den Jahren 1592 bis 1595 durch die Grafen von Kronenberg; die Datierung stützt sich auf eine Hochwassermarke am Gebäude aus dem Jahr 1595.
Der Wohnplatz kam als Teil der ehemals selbstständigen Gemeinde Gamburg am 1. Januar 1975 zur Gemeinde Werbach.

## Kultur und Sehenswürdigkeiten
Kulturdenkmale des Weilers Eulschirben sind in der Liste der Kulturdenkmale in Gamburg aufgeführt.

## Verkehr
Der Weiler Eulschirben liegt an der gleichnamigen Straße Eulschirben und ist über die L 506 zu erreichen.